# Démonok között
A Démonok között (eredeti cím: The Conjuring) 2013-ban bemutatott amerikai misztikus horror James Wan rendezésében. A főbb szerepekben Patrick Wilson és Vera Farmiga látható, ők az ismert, paranormális jelenségeket kutató Warren-házaspárt alakítják. A film nagymértékben épít az 1977-es The Amityville Horror című regényre. A film története valós eseményeken alapul, ugyanis Warrenék valóban kapcsolatba kerültek egy családdal, akikkel újonnan vásárolt Long Island-i házukban megmagyarázhatatlan, furcsa jelenségek történtek.
A film 2013 júliusában a mozikba kerülő film szakmai és közönségsikert aratott, egyike lett a legtöbb bevételt hozó horrorfilmeknek és a modern kor egyik legnagyobb alkotásaként emlegetik a műfajt kedvelők. 2014-ben spin-offként egy előzménytörténet készült hozzá Annabelle címen, 2016-ban pedig megjelent a folytatása, a Démonok között 2. 2018. szeptemberétől a második rész spin-offját, az Apácát vetítik a mozikban.

## Cselekmény
A film 1968-ban kezdődik, amikor két fiatal nő és egy férfi mesélnek a Warren-házaspárnak az Annabelle névre hallgató babájukról, amelyet véleményük szerint megszállt valami.Ekkor kerül bemutatásra, hogy Warrenék mesterei a paranormális jelenségeknek és az azoktól való megszabadulásnak: Ed az egyetlen ember a világon, aki nem felszentelt pap és mégis levezényelhet ördögűzést, ha a helyzet úgy kívánja, míg Lorraine különleges képessége az érzelmek és a jelenségek vizuális észlelése, egyfajta látnokként. Majd a film előreugrik pár évet, ahogy az egyik, mindezidáig a nagyközönség elől eltitkolt esetüket mutatják be. 1971-ben a Perron házaspár és öt lánygyermeke Rhode Island-en vesznek áron alul egy elhagyatott házat. Az első nap minden remekül indul, leszámítva, hogy a család kutyája, Sadie, nem akar bemenni a házba, a lányok pedig találnak egy befalazott lejáratot a pincébe.
Ezután azonban különös események veszik kezdetüket: a ház összes órája megáll hajnali 3 óra 7 perckor, Sadie-t pedig elpusztulva találják meg a ház előtt. Ugyanazon az éjjel Nancyt és Christine-t egy kísértet támadja meg és becsapja a szobájuk ajtaját. Carolyn, az anyjuk, aki furcsa sérüléseket fedezett fel magán, tapsolást hall a folyosóról. Követve a zajt, megdöbbenve tapasztalja, hogy a képek lezuhannak a falról. Nevetés hangját hallva benyit a pincébe, ahol csapdába esik, a szellem pedig rátámad. Ugyanebben a pillanatban Andreát és Cindyt a szekrény tetejéről támadja meg egy szörnyalak.
Carolyn elhatározza, hogy szakértők segítségét kéri, így kerül képbe a Warren házaspár, akik az Annabelle-ügy befejezését követően vállalják az esetet. A házat felmérve megállapítják, hogy ördögűzésre lesz szükség, de ehhez a katolikus egyház engedélyét is ki kell kérni, és további vizsgálatok szükségesek. Kutatásaik során felfedezik, hogy a ház valamikor egy Bathesba nevű nőé volt, aki a salemi boszorkány Mary Eastey leszármazottja volt. Feláldozta az egyhetes újszülött gyermekét a Sátánnak, majd felakasztotta magát 1863-ban, de előtte megátkozta a földjét és annak minden jövőbeli bitorlóját. Azóta a földet több kisebb telekre osztották fel, de mindegyik telken gyilkosságok és öngyilkosságok tömege történt az elmúlt évszázadban. Ed és Lorraine néhány ember segítségével megfigyelő-szerkezeteket helyeznek el a házban és kutatni kezdenek. Cindy alvajárása során felfedezik a gardróbban található titkos járatot a pincébe. Lorraine bemegy rajta, de lezuhan, a mélyben pedig találkozik Bathesba egyik régi áldozatának szellemével: egy nővel, akit arra kényszerített, hogy ölje meg a gyermekét. Közben odafent Nancyt a hajánál fogva kezdi el rángatni az entitás.
Warrenék szerint a szellem ráakaszkodik a családra, így szinte lehetetlenséggé válik majd megszabadulni tőle. A Perron család motelbe költözik az események tisztázásáig, míg Warrenék megkérik az ördögűzésre az engedélyt. Eközben a szellem figyelmeztetésképp megtámadja a saját kislányukat is az otthonában, az Annabelle babát is felhasználva. Közben senki sem sejti, de Carolyn testét megszállta a szellem, aki Christine-t és Aprilt visszaviszi magával a házba, hogy megölje ott őket. A többiek utánaerednek, ahol lefogják és lekötözik a nőt. Az idő szűkössége miatt Ed úgy határoz, hogy maga fogja levezényelni az ördögűzést. Kezdetben sikerül is, de Carolyn még egyszer ráront a lányaira, amelyet csak Lorraine tud megfékezni.
Miután hazatértek, egy üzenet várja őket, hogy – már feleslegesen, de – megkapták az engedélyt az ördögűzésre az egyháztól, egyben egy újabb eset kivizsgálására kérték fel őket.

## Szereplők
| Szereplő                 | Színész          | Magyar hang        |
| ------------------------ | ---------------- | ------------------ |
| Lorraine Warren          | Vera Farmiga     | Bertalan Ágnes     |
| Ed Warren                | Patrick Wilson   | Széles Tamás       |
| Carolyn Perron/Bathsheba | Lili Taylor      | Kisfalvi Krisztina |
| Roger Perron             | Ron Livingston   | Czvetkó Sándor     |
| Andrea Perron            | Shanley Caswell  | Hermann Lilla      |
| Nancy Perron             | Hayley McFarland | Koller Virág       |
| Christine Perron         | Joey King        | Győriványi Laura   |
| Cindy Perron             | Mackenzie Foy    | Jelinek Éva        |
| April Perron             | Kyla Deaver      | Károlyi Lili       |
| Drew Thomas              | Shannon Kook     | Czető Roland       |
| Brad Hamilton            | John Brotherton  | Zöld Csaba         |
| Judy Warren              | Sterling Jerins  | Vida Sára          |
| Georgiana Moran          | Marion Guyot     | Molnár Zsuzsa      |
| Gordon atya              | Steve Coulter    | Orosz István       |
| Debbie                   | Morganna May     | Sipos Eszter Anna  |
| Camilla                  | Amy Tipton       | Bálizs Anett       |
| Riporter                 | Arnell Powell    | Maday Gábor        |

## Forgatás
A film ötlete az 1990-es években merült fel először, amikor Ed Warren lejátszotta Carolyn Perronnal készített interjúját Tony DeRosa-Grund producernek. DeRosa-Grund ezt hallva vetette fel, hogy a történetet meg lehetne filmesíteni. Ekkor készült el a sztori első vázlata "Conjuring" címen (szabad magyar fordításban "Bűvészmutatvány") Közel 14 évig házalt az ötletével különféle stúdióknál, de a Gold Circle Studios kivételével senkit sem érdekelt az ötlet, igaz, végül ők is elálltak tőle. Ezért DeRosa-Grund összeállt Peter Safran producerrel, és a Hayes-testvérpárral, akik forgatókönyvírók voltak. A fő dramaturgiai változtatás a narratíva lett, amivel mindent Warrenék szemszögéből mutattak be, nem Perronékéból. Ennek érdekében az ördögűző házaspárral gyakran konzultáltak telefonon. 2009-ben a projektet hat stúdió  is szerette volna megszerezni, amit végül a Summit Entertainmentnek sikerült. Velük mégsem sikerült minden részletben megállapodni, így DeRosa-Grund felkereste az egyébként vesztes ajánlatot tevő New Line Cinemát, így végül ők készíthették el a filmet.
A forgatás előkészületei 2011-ben kezdődtek, ekkor került képbe James Wan, mint rendező. A film eredetileg "The Untitled Warren Files Project" munkacímen futott, majd ebből lett "The Warren Files", legvégül pedig maradtak az eredeti "Conjuring"-nél.

### Elismerések
| Díj                                      | Kategória                         | Jelölt                        | Eredmény |
| ---------------------------------------- | --------------------------------- | ----------------------------- | -------- |
| Fangoria Chainsaw-díj                    | Legjobb közönségfilm              | Legjobb közönségfilm          | Elnyerte |
| Fangoria Chainsaw-díj                    | Legjobb női mellékszereplő        | Lili Taylor                   | Elnyerte |
| Empire Awards                            | Legjobb horror                    | Legjobb horror                | Elnyerte |
| Szaturnusz-díj                           | Legjobb horrorfilm                | Legjobb horrorfilm            | Elnyerte |
| Broadcast Film Critics Association Award | Legjobb sci-fi/horror             | Legjobb sci-fi/horror         | Jelölve  |
| Denver Film Critics Society Award        | Legjobb sci-fi/horror             | Legjobb sci-fi/horror         | Jelölve  |
| Fright Meter Awards                      | Legjobb smink                     | Legjobb smink                 | Jelölve  |
| Fright Meter Awards                      | Legjobb különleges effektusok     | Legjobb különleges effektusok | Jelölve  |
| Hollywood Film Festival                  | Hollywood Movie Award             | James Wan                     | Jelölve  |
| MTV Movie Awards                         | Legjobb "halálra rémült alakítás" | Vera Farmiga                  | Jelölve  |
| People's Choice Awards                   | Kedvenc horrorfilm                | Kedvenc horrorfilm            | Jelölve  |
| Key Art Awards                           | Legjobb előzetes – audio/vizuális | Warner Bros.                  | 3. hely  |
| Key Art Awards                           | Legjobb audiovizuális technika    | Warner Bros.                  | 3. hely  |

## Kapcsolódó filmek
A film sikerét látva bejelentették a folytatást, mely Démonok között 2. címmel 2016-ban került a mozikba, és az enfield-i kísértetjárás témáját dolgozta fel. 2014-ben pedig megjelent az Annabelle című film, amely a már jól ismert baba története köré épül.